# Компьенга (водохранилище)
Компьенга — водохранилище в Буркина-Фасо. Образовалось в 1985—1988 годах постройкой дамбы на реке Моилабванга. На плотине построена гидроэлектростанция. Площадь, в зависимости от сезона, колеблется от 160 до 210 км².
Расположено в юго-восточной части Буркина-Фасо (Восточная область), западнее города Пама.